# Dubla Lotte (film din 1950)
Dubla Lotte  (titlul original: în germană Das doppelte Lottchen) este un film de comedie vest-german, realizat în 1950 de regizorul Josef von Báky, după romanul Secretul celor două Lotte a scriitorului Erich Kästner, protagoniști fiind actorii Isa Günther, Jutta Günther, Peter Mosbacher și Antje Weisgerber. 

## Conținut
Două fetițe de 10 ani, Luise cea cu păr brun cârlionțat, venită de la Viena și Lotte cu părul împletit în două cozi, venită de la München, se întâlnesc în tabăra de fete din Seebühl pe lacul Bühl. Arată extrem de asemănătoare și nu după mult timp, își dau seama că sunt gemene: după nașterea lor, părinții s-au despărțit, luând fiecare una din ele. Din momentul când și-au dat seama de acest lucru, cele două fete botezate după numele mamei lor Luiselotte, au încercat tot ce se poate pentru a-și reuni părinții divorțați.

## Distribuție
- Isa Günther – Luise Palfy
- Jutta Günther – Lotte Körner
- Peter Mosbacher – Ludwig Palfy, tatăl
- Antje Weisgerber – Luiselotte Körner, mama
- Senta Wengraf – Irene Gerlach, iubita lui Ludwig
- Hans Olden – consilierul Strobl
- Auguste Pünkösdy – Resi, menajera lui Ludwig
- Maria Krahn – doamna Muthesius
- Liesl Karlstadt – doamna Wagenthaler
- Inge Rosenberg – domnișoara Ulrike
- Gaby Philipp – domnișoara Gerda
- Walter Ladengast – domnul Gabele
- Gertrud Wolle – domnișoara Linnekogel
- Erich Kästner – naratorul

## Premii
- 1951 Au fost decernate de către Deutschen Filmpreis premii la categoriile:
  - Cel mai bun film;
  - Cea mai bună regie;
  - Cel mai bun scenariu.

## Literatură
- Kästner, Erich. Secretul celor două Lotte. București, 1978: Editura Ion Creangă, Colecția Globus. p. 109.